# Couranga diehappy
Couranga diehappy là một loài nhện trong họ Stiphidiidae.
Loài này thuộc chi Couranga. Couranga diehappy được M.R. Gray & H. M. Smith miêu tả năm 2008.